# 시바타 아이
시바타 아이(일본어: 柴田 亜衣, しばた あい, 1982년 5월 14일~)는 일본의 수영 선수이다. 2004년 하계 올림픽에서 여자 자유형 800m 금메달을 획득했다.

## 경력
후쿠오카현 다자이후시에서 태어났으며, 3세때 아버지의 전근으로 인해 기타큐슈시로 이사했다. 이사한 곳에 수영장이 있었기 때문에 수영을 시작하는 계기가 되었다. 소학교 2학년 때 도쿠시마현 미마시로 이사를 갔으나 현지 수영학교를 다니며 수영에 몰두했다. 이후 아버지는 전근으로 인해 여러 곳을 전전했지만 시바타를 비롯한 가족은 계속 미마에 남았다. 
도쿠시마 현립 아마후키 고등학교를 졸업한 후 2001년에 가노야 체육대학으로 진학했으며, 2002년에 처음으로 일본 수영 국가대표로 발탁되었다. 같은 해 8월에 자국 요코하마시에서 열린 2002년 범태평양 선수권 대회에 참가하였으며, 800m 자유형에서 4위에 올랐다. 이듬해인 2003년 7월에는 스페인 바르셀로나에서 열린 2003년 세계 수영 선수권 대회를 통해 처음으로 세계 선수권 대회에 참가했으며, 출전 종목 모두 결선 진출에는 실패했다. 같은 해 8월에는 대한민국 대구에서 열린 2003년 하계 유니버시아드에 참가하였으며 400m 자유형 5위, 800m 자유형 7위, 1500m 자유형 6위에 올랐다.
2004년 8월 그리스 아테네에서 열린 2004년 하계 올림픽에 참가하여 처음으로 올림픽에 출전했고 400m 자유형에서는 4분 07.51초의 기록으로 5위에 올랐으며,	800m 자유형에서 8분 24.54초의 기록으로 프랑스의 로르 마노두와 미국의 다이애나 먼즈를 누르고 금메달을 획득했다. 이로 인해 시바타는 올림픽 수영 자유형 부문에서 금메달을 획득한 최초의 일본 여자 선수가 되었다. 
2005년 4월 가노야 체육대학을 졸업하고 데상트에 입사하여 회사 수영부 선수가 되었다. 같은 해 7월에는 캐나다 몬트리올에서 열린 2005년 세계 선수권 대회에 참가하여 400m 자유형에서 4분 06.74초의 기록으로 프랑스의 마노두의 뒤를 이어 은메달을 획득했으며, 800m 자유형에서는 8분 27.86초의 기록으로 미국의 케이트 지글러와 캐나다의 브리태니 레이머의 뒤를 이어 동메달을 획득했다. 같은 해 8월에는 튀르키예 이즈미르에서 열린 2005년 하계 유니버시아드에 참가했으며, 400m 자유형, 800m 자유형, 1500m 자유형 모두 4위에 올랐다.
2006년 1월에는 독일과 스웨덴에서 열린 수영 월드컵에서 금메달 3개를 획득했고, 같은 해 8월에는 캐나다 빅토리아에서 열린 2006년 범태평양 선수권 대회에 참가하였다. 이 대회 400m 자유형에서 4분 07.61초의 기록으로 미국의 케이티 호프와 대표팀 동료인 야마다 사치코를 누르고 금메달을 획득했으며, 800m 자유형에서는 8분 26.41초의 기록으로 미국의 지글러의 뒤를 이어 은메달을 획득했다. 1500m 자유형에서는 16분 11.13초의 기록으로 미국의 지글러와 헤일리 피어솔의 뒤를 이어 동메달을 획득했고, 400m 계영에서도 동메달을 추가했다. 이듬해인 2007년 3월에는 멜버른에서 열린 2007년 세계 선수권 대회에 참가하여 400m 자유형에서 4분 05.19초의 아시아 신기록을 세우면서 프랑스의 마노두와 폴란드의 오틸리아 옝제이차크의 뒤를 이어 동메달을 획득했다. 1500m 자유형에서도 15분 58.55초의 아시아 기록을 수립하며 미국의 지글러와 스위스의 플라비아 리가몬티의 뒤를 이어 동메달을 획득했다. 주 종목인 800m 자유형에서는 6위를 기록했다.
2008년 8월에는 중국 베이징에서 열린 2008년 하계 올림픽에 참가하였으며, 400m 부문에서 31위, 800m 부문에서 27위로 대회를 마감했고 올림픽을 끝으로 같은 해 12월에 현역에서 은퇴했다. 은퇴 후 데상트 홍보부에서 일하다가 2011년에 퇴직했고 현재는 수영 지도자와 해설가로 활동하고 있다.